# Ardisia meijeri
Ardisia meijeri är en viveväxtart som beskrevs av C.M.Hu. Ardisia meijeri ingår i släktet Ardisia och familjen viveväxter. Inga underarter finns listade i Catalogue of Life.